# Lubowidz (Mazovie)
Pour les articles homonymes, voir Lubowidz.
Lubowidz (prononciation : [luˈbɔvit͡s]) est un village polonais de la gmina de Lubowidz dans le powiat de Żuromin de la voïvodie de Mazovie dans le centre-est de la Pologne.
Il est le siège administratif de la gmina (district administratif) appelée gmina de Lubowidz.
Il se situe à environ 7 kilomètres au nord-ouest de Żuromin (siège du powiat) et à 127 kilomètres au nord-ouest de Varsovie (capitale de la Pologne).
Le village compte une population d'environ 2 000 habitants en 2006.

## Histoire
De 1975 à 1998, le village appartenait administrativement à la voïvodie de Ciechanów.